# Hôpital Hamad (métro de Doha)
Hamad Hospital (en arabe : مستشفى حمد) est une station sur la Ligne Verte du Métro de Doha. Elle est ouverte en 2019.

## Histoire
La station est mise en service le 10 décembre 2019.

## Intermodalité
- Metrolink : M143 (Al Jazeera Media Network, Al Ahli Hospital, Hamad Medical City and Civil Defence)